# ショッピングタウンベガ
ショッピングタウンベガ（SHOPPING TOWN vega）は福島県相馬市にあったイオン東北運営のショッピングセンター。イオン相馬店を核店舗としていた。

## 概要
1989年11月10日、福島県初のジャスコとして開業。当初は平屋建て（一部2階建て）で屋上に駐車場があり、ジェットコースターや汽車などのミニ遊園地もあった。1996年4月には2階建てに増床し、屋上にあった駐車場は衣料品売場となり、ミニ遊園地がなくなる。ジャスコ相馬店直営売場は4,450㎡から9,250㎡となった。
相双地区最大のショッピングセンターとして君臨してきたが、2009年7月31日に南相馬市にある同じイオン系のイオンスーパーセンターを核店舗とする南相馬ジャスモールが開業したためその座を明け渡した。南相馬ジャスモールの開業後も約13年に渡って営業を継続しており、入口には閉店を否定する旨の張り紙が貼られていたことがある。
2011年3月1日、イオングループ内GMS統合に伴い、核店舗の名称を「ジャスコ相馬店」から「イオン相馬店」へ改称。
2022年3月16日に福島沖で発生した地震による災害で建物を中心に甚大な被害が出たため、3月17日より休業していた。その後、営業を再開することなく同年7月31日をもって一時閉店する事が発表され、約33年の歴史に一度幕を下ろす。
建物は解体され、2027年春までに新店舗の開業を目指すとしている。

## 沿革
- 1989年（平成元年）11月10日 - 「ジャスコ相馬店」として本県初のジャスコ店舗として開店。
- 1996年（平成8年） - 以前の平屋建てから二階建て構造に増床。
- 2001年（平成13年）8月21日 - ジャスコ株式会社がイオン株式会社に商号変更。
- 2008年（平成20年）8月21日 - イオン株式会社の純粋持株会社移行により、イオンリテール株式会社が小売事業部門を継承[3]。
- 2009年（平成21年）6月1日 -  この日から福島県内のほとんどのスーパーでレジ袋有料化が実施され、食料品売場でのレジ袋の無料配布を中止。
- 2011年（平成23年）
  - 3月1日 -  GMS事業の再編に伴い、「イオン相馬店」へ店名変更。
  - 3月11日 - 東日本大震災による被害で営業停止となる[4]。
  - 時期不明 - 営業を再開する。
- 2020年（令和2年）
  - 3月1日 - イオン東北株式会社発足に伴い、店舗の管理・運営および食品売場をイオン東北に移管[5]。
  - 4月1日 - 本店を含む全国のイオン直営売場での無料レジ袋配布終了[6]。
- 2021年（令和3年）9月1日 - イオン東北とイオンリテール東北事業本部の統合に伴い、衣料、住居余暇、H&BC各売場をイオン東北に移管[7]。
- 2022年（令和4年）
  - 3月17日 - 福島県沖地震による被害でイオン全館が臨時休業となる[8]。
  - 7月31日 - この日をもって一時閉店[9]。

## フロアとテナント

### フロア概要
核店舗のイオン相馬店と約24の専門店で構成される。
| 階  | フロア概要           |
| --- | -------------------- |
| 2階 | ファッションのフロア |
| 1階 | 食品と暮らしのフロア |

### 主なテナント
1階
- ハニーズ（レディス）
- 四六時中（レストラン）
- おたからや（中古買取）

2階
- グリーンボックス（靴）
- シルク（100円ショップ）
- カーブス（フィットネス）
- モーリーファンタジー（アミューズメント）

別棟
- ケンタッキーフライドチキン（ファストフード）
- ソフトバンク（携帯ショップ）

#### 過去に入居していた主なテナント
- アメリカ屋（ファミリー）
- ザ・ダイソー（100円ショップ）
- かっぱ寿司（相馬店との統合店舗である新相馬店に移転する形で閉店）
- 銀だこ（たこ焼）
- だがし 夢や（菓子）
- フレスコキクチ（生鮮食品のみ取扱い）
- ミスタードーナツ（ドーナツ）
- カメラのキタムラ（写真）

※テナント情報は2022年5月時点。
出店テナント全店の一覧詳細情報は公式サイト「専門店」「フロアガイド」を、営業時間およびATMを設置している金融機関の詳細は公式サイト「営業時間」を参照。

## アクセス

### 鉄道
- JR常磐線 - 相馬駅から徒歩約23分、日立木駅から徒歩約46分。

### 自動車
- 常磐自動車道・東北中央自動車道（相馬福島道路） - 相馬ICより約5分

### 駐車場
当施設の駐車場は、651台利用可能である。
| 施設駐車場 | 駐車台数 | 駐車可能時間 | 備考        |
| ---------- | -------- | ------------ | ----------- |
| 西側駐車場 | 93       | 7:00 - 22:00 |             |
| 正面駐車場 | 249      | 7:00 - 22:00 |             |
| 南側駐車場 | 309      | 7:00 - 22:00 | 高さ制限2ｍ |

## 周辺
- カインズ相馬店
- コメリハード&グリーン相馬店
- かっぱ寿司新相馬店
- ケーズデンキ相馬店
- イエローハット相馬店
- とりあえず吾平相馬店
- ニラク相馬店
- カワチ薬品相馬店
- 相馬警察署
- まるまつ相馬店
- auショップ相馬
- ヤマダ電機テックランドNew相馬店
- ツルハドラッグ相馬南店